# Khassonké
Cet article concerne la langue khassonké. Pour le peuple khassonké, voir Khassonkés.
Le khassonké est une langue mandée d'Afrique de l'Ouest, parlée principalement au Mali, dans la région de Kayes (cercles de Bafoulabé, Kayes ), ainsi qu'au Sénégal, dans la région de Tambacounda.
Le nombre total de locuteurs est supérieur à 710 000, dont 700 000 au Mali en 2012 et 9 010 au Sénégal en 2006.

## Autres noms
Xaasongaxango, Xasonga, Kassonke, Khassonka, Khasonke, Kasonke, Kasson, Kasso, Xaasonga, Xasonke, Xaasonke. 

## Population
Cette langue est parlée par les Khassonkés, une population vivant principalement au Mali et au Sénégal.

## Description
Le khassonké fait partie des langues mandées, une branche des langues nigéro-congolaises. 
Cette langue est assez proche du malinke de l’Ouest.